# Jean Lemaigre
Jean Lemaigre, docteur en droit, licencié en sciences fiscales et financières, ancien bâtonnier de l'ordre  des avocats du barreau de Charleroi de 1961 à 1963, président du comité exécutif de la société anonyme Glaverbel (devenu AGC Glass Europe en 2007), président du conseil d'administration de la société Glaces de Charleroi, fut anobli en 1966.

## Armes
écartelé: au 1 de sable, au 2 de gueules à la croix pattée alésée d'or, au 3 de gueules à une canne de verrier et à un bâton pommeté d'or, passés en sautoir, au 4 de sinople, à la bande d'or chargée de cinq canettes de sable, brochant sur l'écartelé. L'écu sommé d'un heaume d'argent couronné, grillé, colleté et liseré d'or, doublé et attaché de gueules, aux lambrequins de gueules et d'or. Cimier: un vol de gueules et d'or.

## Devise
Ubi perarduum ibi officium, d'or sur un listel de gueules.

## Récompenses
- 1969 : Trophée internationale de l'industrie pour Glaverbel et remis à Jean Lemaigre[4]